# スティーブン・キングの悪魔の嵐
スティーブン・キングの悪魔の嵐（Stephen King's Storm of the Century）は、1999年のアメリカのTVシリーズ。本編時間は257分、ジャンルはホラー。

## 概要
スティーブン・キングが脚本を制作し、クレイグ・R・バクスリーが監督した全3回のミニシリーズ。アメリカでは、1999年2月14〜18日にABCで放映され、同年6月22日には、DVDでリリースされた。日本では、ストーム・オブ・ザ・センチュリーのタイトルで吹替版と字幕版のVHSが発売、その後スティーブン・キングの悪魔の嵐のタイトルで2枚組DVDが発売された。また、NHKでも2000年にTV放送された。

## あらすじ
1989年、メイン州の沖にある小さな町、リトル・トール島が大嵐に襲われる。その島に住んでいた老婆マーサは、家を訪ねてきた何者かに「欲ある者よ土に還れ、罪ある者よ来るがいい。」と謎の言葉を告げられた後に杖で殴られ死亡してしまう。保安官のマイクは、ハッチと共に殺人現場へ向かう。二人はそこにいたアンドレと名乗る男を逮捕、投獄するが、彼は謎の力によって町の天候を支配し、さらには人々を自殺させていく。

## キャスト
| 役名                     | 俳優                             | 日本語吹替 | 日本語吹替 |
| 役名                     | 俳優                             | ソフト版   | NHK版      |
| ------------------------ | -------------------------------- | ---------- | ---------- |
| マイケル・アンダーソン   | ティム・デイリー                 | 原康義     | 山寺宏一   |
| アンドレ・リノージュ     | コルム・フィオーレ               | 山路和弘   | 大塚明夫   |
| モリー・アンダーソン     | デブラ・ファレンティノ           | 林佳代子   | 金沢映子   |
| ハッチ                   | ケーシー・シーマツコ             | 神谷和夫   | 佐久田修   |
| ロビー                   | ジェフリー・デマン               | 渡部猛     | 麦人       |
| アースラ                 | ベッキー・アン・ベイカー         |            | 駒塚由衣   |
| ラルフィー               | ディラン・クリストファー         |            | 渡辺悠     |
| マーサ                   | リタ・タケット                   | 久保田民絵 | 堀絢子     |
| ピーター                 | ロン・パーキンス                 | 小山武宏   | 佐々木梅治 |
| ジャック・カーバー       | スティーブ・ランキン             |            | 辻親八     |
| アンジェラ・カーバー     | トーリ・ヒギンソン               |            | 井上瑤     |
| ファード・アンドリュース | アダム・ルフェーヴル             | 塩屋浩三   | 天田益男   |
| ドニー                   | スペンサー・ブレスリン           |            |            |
| カーク・フリーマン       | デニス・フォレスト               |            |            |
| ジェナ・フリーマン       | ニッキー・グアダニ               |            |            |
| キャット・ウィザース     | ジュリアンヌ・ニコルソン         |            |            |
| ジョアンナ               | キャスリーン・チャルファント     |            |            |
| ピッパ・ハッチャー       | スカイ・マッコール・バートシアク |            |            |